# Mus baoulei
Mus baoulei là một loài động vật có vú trong họ Chuột, bộ Gặm nhấm. Loài này được Vermeiren & Verheyen mô tả năm 1980.